# زر-تاش
زر-تاش (به لاتین: Zar-Tash) یک منطقهٔ مسکونی در قرقیزستان است که در شهرستان بادکند واقع شده‌است. زر-تاش ۵۸۹ نفر جمعیت دارد و ۷۴۷ متر بالاتر از سطح دریا واقع شده‌است.